# Sztencse
Sztencse (macedónul: Стенче) település Észak-Macedóniában, a Pologi körzet Brvenicai járásában.

## Népesség
| Lakosok száma | 739  | 762  | 614  | 405  | 276  | 214  | 184  | 150  | 131  |
|               | 1948 | 1953 | 1961 | 1971 | 1981 | 1991 | 1994 | 2002 | 2021 |

2002-ben 150 lakosa volt, akik mindannyian macedónok.